# Red Amnesia
Red Amnesia (Chuangru zhe) è un film del 2014 diretto da Wang Xiaoshuai.